# (2798) Virgile
(2798) Virgile, désignation internationale (27980) Vergilius, est un astéroïde de la ceinture principale.

## Description
(2798) Virgile est un astéroïde de la ceinture principale. Il fut découvert par Cornelis Johannes van Houten, Ingrid van Houten-Groeneveld et Tom Gehrels le 24 septembre 1960 à l'observatoire Palomar. Il présente une orbite caractérisée par un demi-grand axe de 2,417 UA, une excentricité de 0,06 et une inclinaison de 5,326° par rapport à l'écliptique.
Il fut nommé en hommage au poète latin de l'antiquité Virgile.

## Compléments